# Symplocos pedunculata
Symplocos pedunculata är en tvåhjärtbladig växtart som beskrevs av Nooteboom. Symplocos pedunculata ingår i släktet Symplocos och familjen Symplocaceae. Inga underarter finns listade i Catalogue of Life.